# Zwitserland op de Olympische Zomerspelen 1928
Zwitserland nam deel aan de Olympische Zomerspelen 1928 in Amsterdam, Nederland. In vergelijking met vier jaar eerder werd hetzelfde aantal gouden medailles behaald, maar de totale oogst was bijna gehalveerd.

## Medailles

### 1Goud
- Georges Miez — Turnen, mannen rekstok
- Georges Miez — Turnen, mannen individueel meerkamp
- Hermann Hänggi — Turnen, mannen paardvoltige
- Mannenteam — Turnen
- Eugen Mack — Turnen, mannen paardsprong
- Hans Schǒchlin, Karl Schǒchlin en Hans Bourquin — Roeien, twee-met-stuurman
- Ernst Kyburz — Worstelen, vrije stijl middengewicht

### 2Zilver
- Hermann Hänggi — Turnen, mannen individueel meerkamp
- Georges Miez — Turnen, mannen paardvoltige
- Ernst Haas, Joseph Meyer, Otto Bucher, Karl Schwegler en Fritz Bösch — Roeien, vier-met-stuurman
- Arnold Bögli — Worstelen, vrije stijl halfzwaargewicht

### 3Brons
- Charles-Gustave Kuhn — Paardensport, individueel springconcours
- Eugen Mack — Turnen, mannen rekstok
- Hermann Hänggi — Turnen, mannen brug
- Hans Minder — Worstelen, vrije stijl vedergewicht

Argentinië · Australië · België · Brits-Indië · Bulgarije · Canada · Chili · Cuba · Denemarken · Duitsland · Egypte · Estland · Filipijnen · Finland · Frankrijk · Griekenland · Groot-Brittannië · Haïti · Hongarije · Ierland · Italië · Japan · Joegoslavië · Letland · Litouwen · Luxemburg · Malta · Mexico · Monaco · Nederland · Nieuw-Zeeland · Noorwegen · Oostenrijk · Panama · Polen · Portugal · Roemenië · Spanje · Tsjecho-Slowakije · Turkije · Uruguay · Verenigde Staten · Zuid-Afrika · Zuid-Rhodesië · Zweden · Zwitserland